# Templo de Poseidón en Sunio
El antiguo templo griego de Poseidón en el cabo Sunio, construido entre 444–440 a. C., es uno de los principales monumentos de la Edad de Oro de Atenas.  Se alza sobre el mar a una altura de casi 60 m. 

## Historia

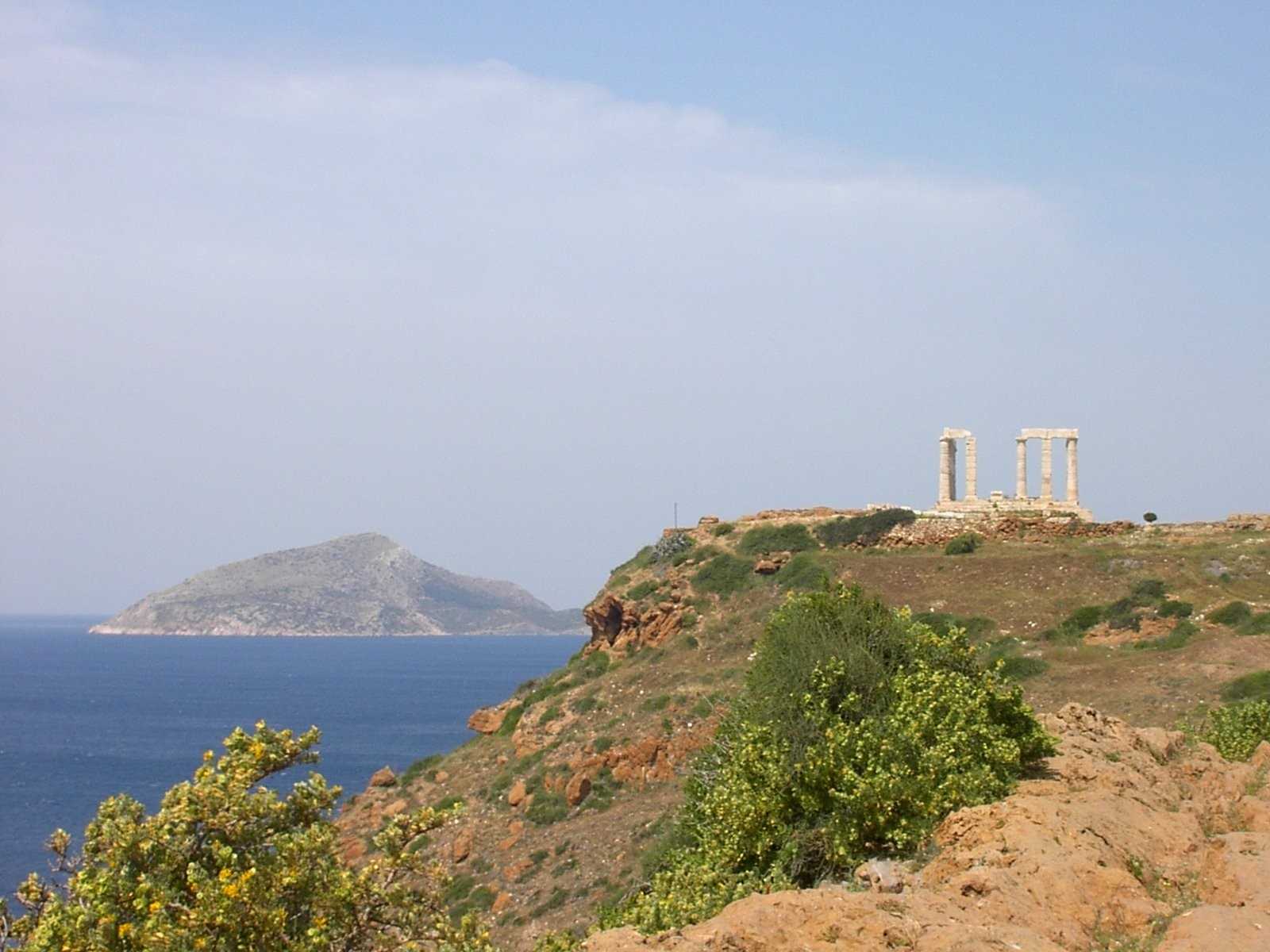
Ubicación del templo sobre el cabo Sunio.

El templo original de Poseidón de época arcaica, que fue construido de toba, probablemente fue destruido en el 480 a. C. por las tropas persas durante la invasión de Grecia por Jerjes I.  Aunque no hay evidencia directa Jerjes ciertamente conquistó el templo de Atenea y todo lo demás en la Acrópolis de Atenas, arrasándolo como castigo por el desafío de los atenienses.  Después de derrotar a Jerjes en la batalla naval de Salamina, los atenienses colocaron un trirreme enemigo (buque de guerra con tres filas de remos) en Sunio como trofeo dedicado a Poseidón.
El templo de Poseidón en Sunio se construyó en 444–440 a. C.  Esto fue durante el ascenso del estadista ateniense Pericles, quien también reconstruyó el Partenón de Atenas. Fue construido sobre las ruinas de un templo que data del período Arcaico.

## Arquitectura

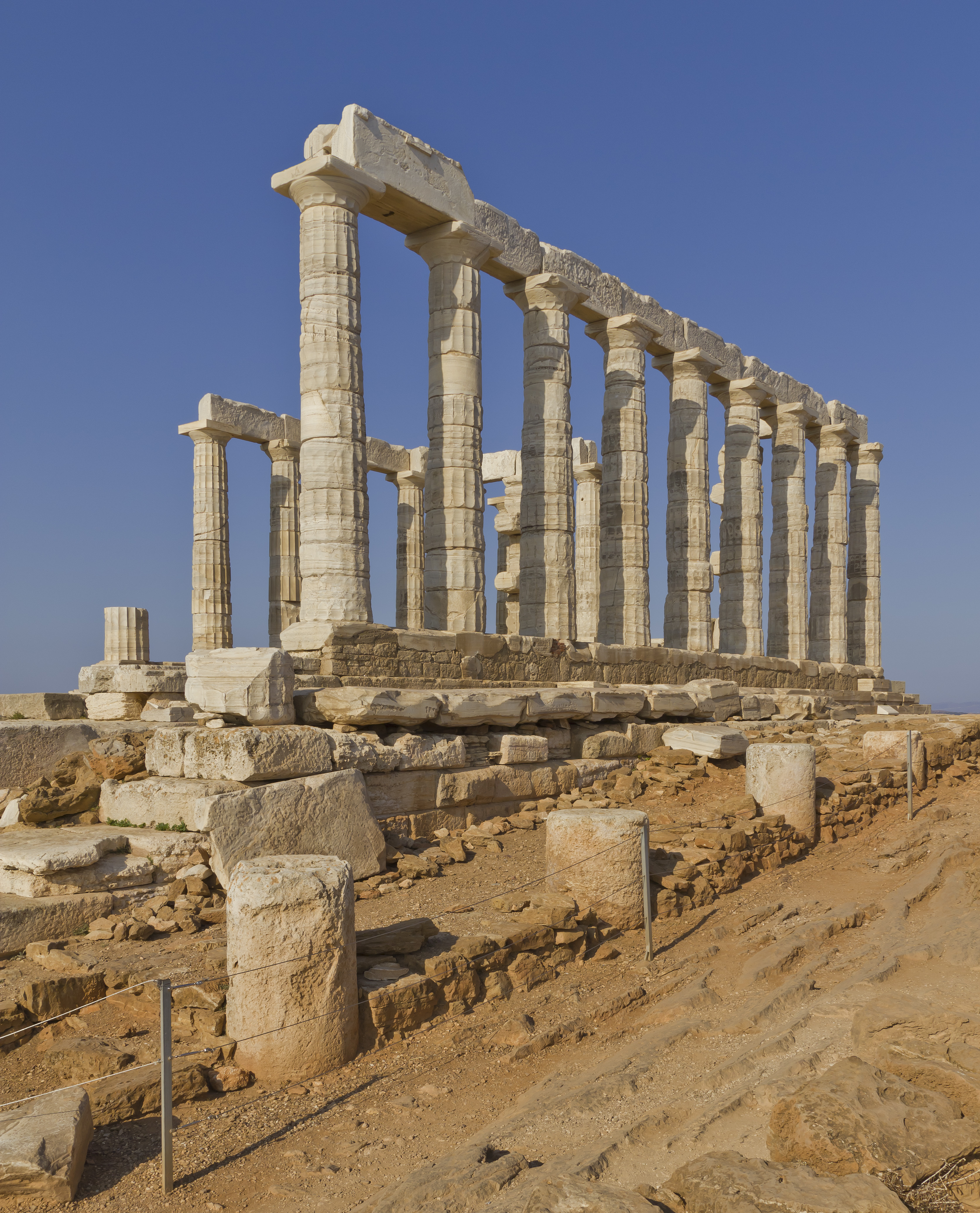
Vista de las nueve columnas conservadas de la columnata sur.

El diseño de los peripteros del templo es un hexastilo típico, es decir, tenía un pórtico frontal con seis columnas dóricas. 16 de las 38 columnas están en pie hoy (de las cuales cuatro se volvieron a erigir en el siglo XX).  El templo se parece mucho al contemporáneo y bien conservado Templo de Hefesto debajo de la Acrópolis, que puede haber sido diseñado por el mismo arquitecto. 
Al igual que con todos los templos griegos, el edificio dedicado a Poseidón era rectangular, con una columnata en los cuatro lados que abarcaba la perístasis. El número total de columnas originales de la columnata exterior fue 34: 15  Las columnas siguen en pie hoy. Las columnas son de orden dórico. Fueron hechas de mármol blanco extraído localmente en Laureotic Olympus. Tenían 6,10 m de alto, con un diámetro de 1 m en la base y 79 cm en la parte superior. En el centro del templo, la columnata habría sido la sala de adoración (naos) ), una sala rectangular sin ventanas, similar a la sala en parte intacta del Templo de Hefesto.  Habría contenido, en un extremo, frente a la entrada, la imagen de culto, una colosal estatua de bronce de Poseidón.

## Arqueología
El estudio inicial de las ruinas, sin excavaciones, fue realizado por la Sociedad de Dilettanti en 1797 y por Guillaume-Abel Blouet ( expedición de Morea 1829).  Las primeras excavaciones fueron realizadas por Wilhelm Dörpfeld, Director del Instituto Arqueológico Alemán, en 1884.  Las excavaciones sistemáticas hechas por Valerios Stais siguieron en el período 1897 – 1913.  Los esfuerzos para restaurar y preservar los restos del templo de Poseidón se iniciaron en 1875.  El estado actual del monumento se debe al trabajo realizado en la década de 1950 por el Servicio Arqueológico Griego, dirigido por Anastasios Orlandos. 
La campaña de excavación realizada por Stais en la temporada de 1906 descubrió numerosos artefactos e inscripciones, entre los que destaca una estatua de mármol kuros conocida como Kuros de Sunio (aprox. 590 a. C.). y el relieve de un atleta autocoronado denominado Efebo coronándose a sí mismo (ca. 460 a. C.), ambos expuestos en el Museo Arqueológico Nacional de Atenas.  Una columna del templo se puede ver en el Museo Británico.
El proyecto Reconstrucción del sitio arqueológico de Sunio (2011 – 2013) fue cofinanciado por el Ministerio de Cultura y Deportes de Grecia y la Unión Europea (FEDER). 

## Galería

Vista a lo largo del eje del edificio
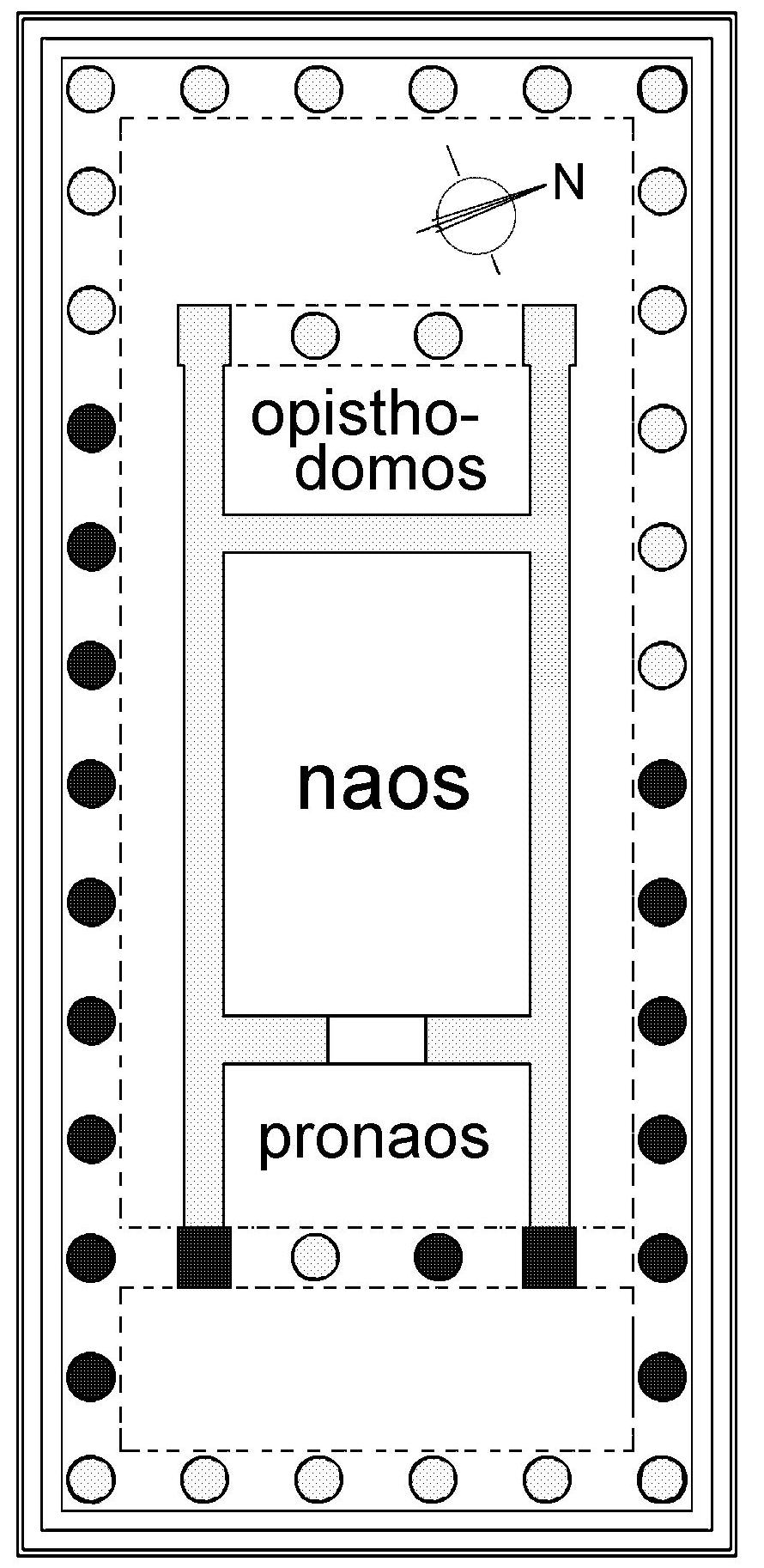
Planta baja
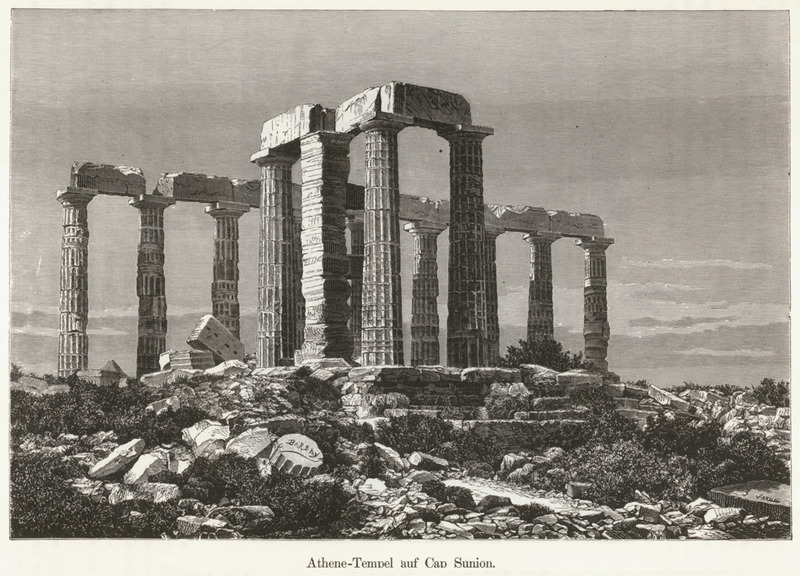
Representación de 1887
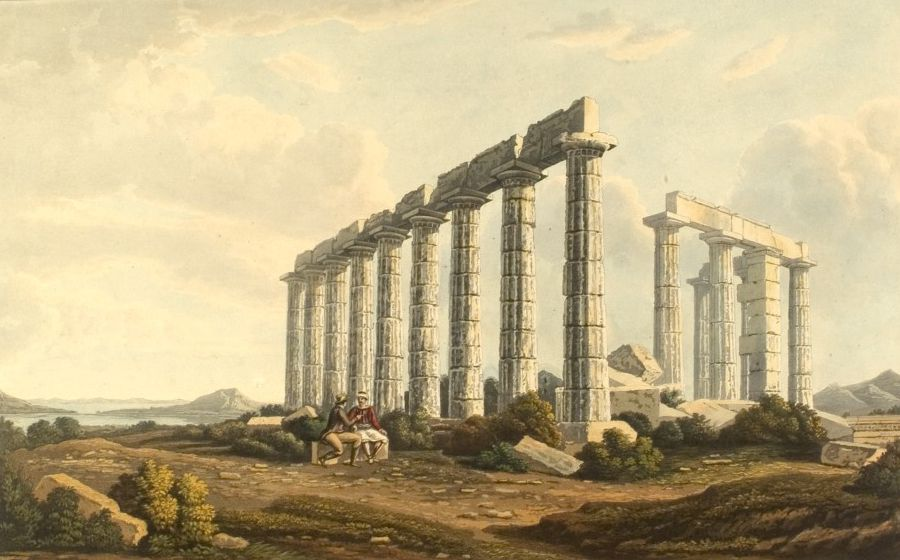
Pintura de Edward Dodwell , Vistas de Grecia (1821)